# 多色杜鹃
多色杜鹃（学名：Rhododendron rupicola）为杜鹃花科杜鹃花属下的一个变种。

## 扩展阅读
維基物種上的相關：多色杜鹃